# 松井修 (ライター)
松井 修（まつい おさむ）は、日本の映画ライター。
明治大学映画研究部出身。洋泉社の映画秘宝を中心に書いている。

## 主な著作
- 女優・アイドル400名衝撃場面!
- 和製レヴュー映画に宿る悪魔　井上梅次～楽器で戦う音楽映画（悪趣味邦画劇場より）
- ジャンル別映画ベスト1000
- 悪趣味洋画劇場
- 底抜け超大作（ポンヌフの恋人等）

| スタブアイコン | サブスタブ | この項目は、まだ閲覧者の調べものの参照としては役立たない、文人（小説家・詩人・歌人・俳人・作詞家・作家・放送作家・随筆家（コラムニスト）・文芸評論家）に関連した書きかけの項目です。この項目を加筆・訂正などしてくださる協力者を求めています（P:文学/PJ:作家）。 |